# Omucukia angusta
Omucukia angusta là một loài nhện trong họ Zodariidae.
Loài này thuộc chi Omucukia. Omucukia angusta được Eugène Simon miêu tả năm 1889.